# カイザー・ヴィルヘルム・デア・グローセ (客船)
カイザー・ヴィルヘルム・デア・グローセ（独：SS Kaiser Wilhelm der Große、グロッセと表記されることもある）は、ドイツの北ドイツ・ロイド社所属の客船。船名の由来はドイツ皇帝ヴィルヘルム1世（「偉大なる皇帝ヴィルヘルム」の意）であり、初めてドイツの船舶でブルーリボン賞を受賞し、初めて第一次世界大戦で撃沈された民間船である。

## 特徴
「カイザー・ヴィルヘルム・デア・グローセ」は初めて4本の煙突を取り付けた船舶であった。
「カイザー・ヴィルヘルム・デア・グローセ」は1897年11月、ニードルスからニュージャージー州のサンディ・ホークへ向かう航海で大西洋横断の新記録を達成し東回りのブルーリボン賞を、その航海の4ヵ月後に西回りのブルーリボン賞を奪った。その後、ハンブルク・アメリカ・ライン社の客船「ドイッチュラント」が1900年7月に東回りの記録を、1903年9月に西回りの記録を更新し、「カイザー・ヴィルヘルム・デア・グローセ」からブルーリボン賞を奪った。
またカイザー・ヴィルヘルム・デア・グローセは世界で初めて海上公衆通信（電報）サービスを常設施設で導入した定期航路船としても知られている。
無線電信機を開発したマルコーニ社は、陸上や海底にはすでに通信線が張り巡らされているため、電線が敷設できない「船舶の公衆通信（電報）」に無線ビジネスの活路を見出そうとしていた。
1900年2月、北ドイツ・ロイド社との契約に基づき、マルコーニ社は「カイザー・ヴィルヘルム・デア・グローセ」に無線機を設置し、さらにその通信対手局としてオランダとの国境にあるボルクム島灯台海岸局および30km北西に停泊したボルクム・リフ灯台船無線局を建設して無線電報の試験を始めた。
1900年4月25日にマルコーニは海上公衆通信の商用化を目的とする、マルコーニ国際海洋通信会社（MIMCC：Marconi International Marine Communication Company）を分社させた。そしてこれらのテストを担当し、1900年5月15日より電報サービスの営業を正式に開始した。

## 船歴
「カイザー・ヴィルヘルム・デア・グローセ」はシュテッティンのフルカン・シュテッティン造船所で建造され、1897年5月4日に進水、同年9月19日にブレーマーハーフェン - ニューヨーク間で処女航海を行った。
1900年6月、ホーボーケンの港で大規模な衝突事故が発生し、「カイザー・ヴィルヘルム・デア・グローセ」は客船「メイン」、「ブレーメン」、「セール」と衝突した。この事故で161名の乗務員が死亡した。その6年後、1906年11月、ロイヤルメール社の客船「オリノコ」と衝突し、「カイザー・ヴィルヘルム・デア・グローセ」の乗客が5名死亡、船体には幅21m、高さ8mの巨大な穴が開いた。この事故の海難審判では、「カイザー・ヴィルヘルム・デア・グローセ」に責任があるとされた。

### 第一次世界大戦
第一次世界大戦が始まると「カイザー・ヴィルヘルム・デア・グローセ」は徴用されて仮装巡洋艦にされ、10.5cm（4インチ）砲6門と37mm機関砲2門が装備された。
1914年8月4日に「カイザー・ヴィルヘルム・デア・グローセ」はReymann艦長の指揮の下ドイツから出撃し、大西洋へ進出。8月7日、トロール船「Tubal Cain」（227トン）を沈めた。8月15日、「カイザー・ヴィルヘルム・デア・グローセ」は3隻の船を発見した。女性、子供を多数乗せていた「Galician」（6762トン）と「Arlanza」（15044トン）は解放することになったが、ニュージーランドおよびモンテビデオから肉を積んでイギリスに戻る途中であった「Kaipara」（7392トン）を沈めた。さらに8月16日にも貨物船「Nyanga」（3066トン）を沈めた。
そのあと、燃料不足となった「カイザー・ヴィルヘルム・デア・グローセ」はリオ・デ・オロで補給船と合流して補給を受けていたが、8月26日にイギリス巡洋艦「ハイフライヤー（HMS Highfliyer）」が現れた。「ハイフライヤー」艦長は降伏を薦めたものの「カイザー・ヴィルヘルム・デア・グローセ」側は拒否して戦闘になったがそれは一方的なものであり、「カイザー・ヴィルヘルム・デア・グローセ」は横転して浅瀬に沈んだ。イギリス側は「ハイフライヤー」が沈めたと考えているが、ドイツ側は「カイザー・ヴィルヘルム・デア・グローセ」は自沈したとしている。戦闘で「ハイフライヤー」では一人が死亡し6人が負傷した。「カイザー・ヴィルヘルム・デア・グローセ」側の死傷者数は不明である。Reymannなど82人はスペインの港までたどり着き、抑留された。また400人近くが石炭船「Bethania」に救助されたが、「Bethania」はイギリス巡洋艦「エセックス」に拿捕された。